# 金沢連隊区

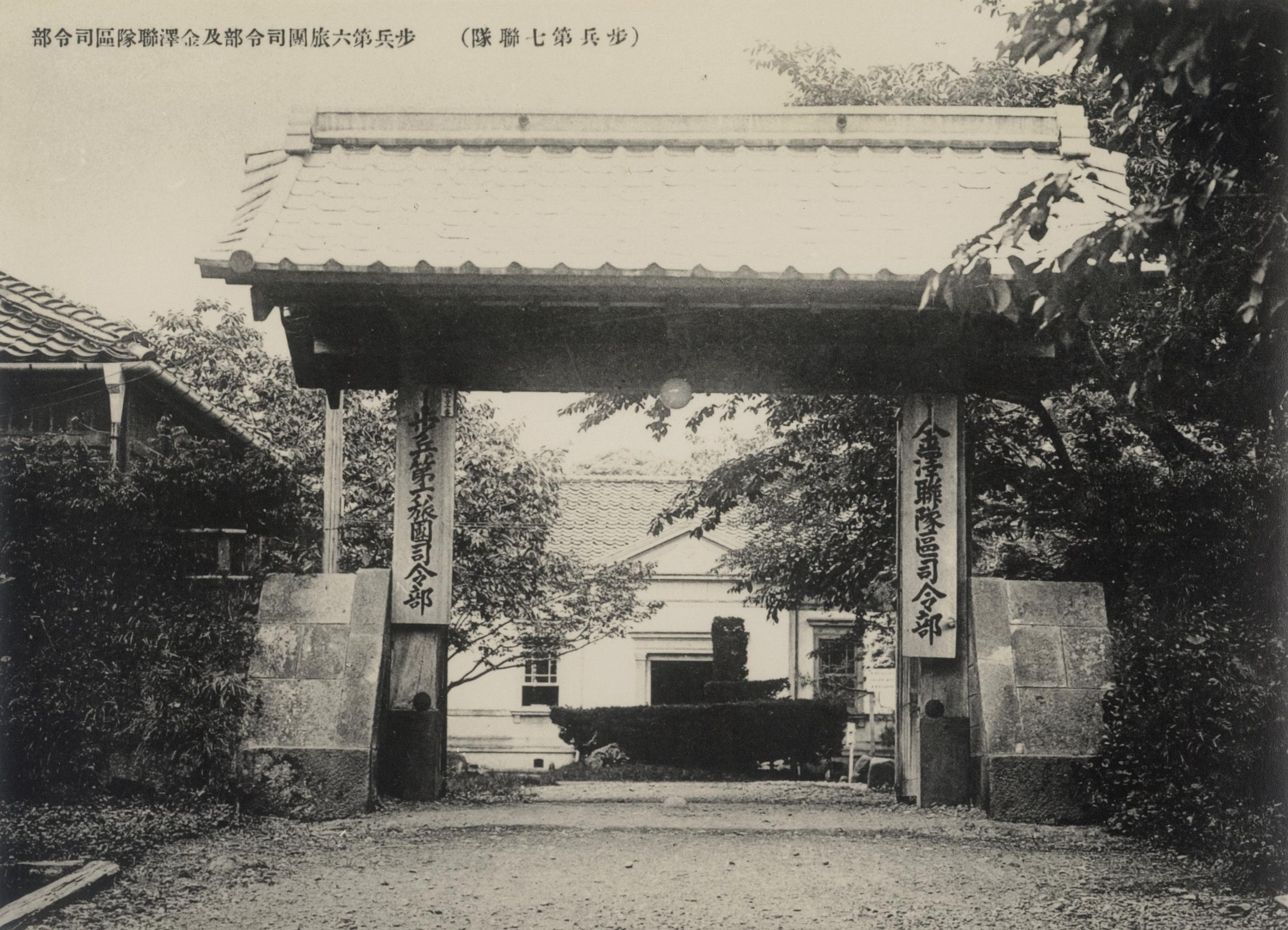
金沢連隊区司令部(金沢城内)

金沢連隊区（かなざわれんたいく）は、大日本帝国陸軍の連隊区の一つ。前身は金沢大隊区である。石川県の一部または同県全域の徴兵・召集等兵事事務を取り扱った。連隊区司令部は金沢城内に設置されていた。1945年（昭和20年）、同域に金沢地区司令部が設けられ、地域防衛体制を担任した。

## 沿革
1888年（明治21年）5月14日、大隊区司令部条例（明治21年勅令第29号）によって金沢大隊区が設けられ、陸軍管区表（明治21年勅令第32号）により石川県の全域が管轄区域に定められた。第3師管第6旅管に属した。
1896年（明治29年）4月1日、金沢大隊区は連隊区司令部条例（明治29年勅令第56号）によって金沢連隊区に改組された。また、6個師団の新設による13個師団体制合わせて旅管が廃止となり第6旅管の区域を引き継いだ第9師管に属した。
1898年（明治31年）7月1日、連隊区司令部は金沢市尻垂坂通(兼六坂)から金沢城内の新築庁舎に移転した。
1903年（明治36年）2月14日、改正された「陸軍管区表」（明治36年勅令第13号）が公布となり、再び旅管が採用され連隊区は第9師管第6旅管に属した。
1907年（明治40年）9月17日、内地19個師団体制に対応するため陸軍管区表が改正（明治40年9月17日軍令陸第3号）となり、1907年（明治40年）10月1日、高岡連隊区などが創設された。管轄区域のうち能登半島地域（珠洲郡・鳳至郡・鹿島郡）を高岡連隊区へ移管し、管轄区域は次のように変更された。
- 石川県

金沢市・羽咋郡・河北郡・石川郡・能美郡・江沼郡
1925年（大正14年）4月6日、日本陸軍の第三次軍備整理に伴い陸軍管区表が改正（大正14年軍令陸第2号）され、同年5月1日、旅管は廃され引き続き第9師管の所属となった。高岡連隊区が廃止され、その旧管轄区域から珠洲郡・鳳至郡・鹿島郡を編入し、再び石川県全域を管轄とし、その廃止まで変更はなかった。
1940年（昭和15年）7月24日、陸軍管区表が改正（昭和15年軍令陸第20号）金沢連隊区は東部軍管区金沢師管に属した。
1945年（昭和20年）2月11日、陸軍管区表が改正（昭和20年軍令陸第1号）金沢師管は東海軍管区に所属が変更された。同年には作戦と軍政の分離が進められ、軍管区・師管区に司令部が設けられたのに伴い、同年3月24日、連隊区の同域に地区司令部が設けられた。地区司令部の司令官以下要員は連隊区司令部人員の兼任である。同年4月1日、金沢師管は金沢師管区と改称された。

## 司令官
| 代         | 氏名         | 階級       | 在任期間              | 出身     | 前職                                    | 後職             | 備考                                |
| ---------- | ------------ | ---------- | --------------------- | -------- | --------------------------------------- | ---------------- | ----------------------------------- |
| 金沢大隊区 |              |            |                       |          |                                         |                  |                                     |
| 01         | 木村寛良     | 歩兵少佐   | 1888.5.14 - 1891.7.27 | 加賀藩   | 名古屋鎮台金沢営所 次官 兼 後備軍司令官 | 富山大隊区司令官 |                                     |
| 02         | 下村定辭     | 歩兵少佐   | 1891.7.27 - 1896.4.1  | 土佐藩   | 歩兵第7連隊第3大隊長                    | 金沢連隊区司令官 |                                     |
| 金沢連隊区 |              |            |                       |          |                                         |                  |                                     |
| 01         | 下村定辭     | 歩兵少佐   | 1896.4.1 - 1901.1.3   | 土佐藩   | 金沢大隊区司令官                        | 死亡             |                                     |
| 02         | 小山熊次郎   | 歩兵少佐   | 1901.1.3 - 1902.10.1  | 熊本藩   | 歩兵第19連隊第3大隊長                   | 非職             |                                     |
| 03         | 野溝甚四郎   | 歩兵中佐   | 1902.10.1 - 1906.3.5  | 岡藩     | 歩兵第35連隊第1大隊長                   | 第9師団本部付    | 日露戦争では歩兵第7連隊長などと兼任 |
| 04         | 玉井淸水     | 歩兵中佐   | 1906.3.5 - 1910.10.1  | 松江藩   | 歩兵第22連隊第2大隊長                   | 退職             |                                     |
| 05         | 勝田太郎     | 歩兵中佐   | 1910.10.1 - 1912.6.29 | 陸士2期  | 歩兵第69連隊附                          | 歩兵第36連隊附   |                                     |
| 06         | 小川賢之助   | 歩兵中佐   | 1912.6.29 - 1913.8.31 | 陸士4期  | 歩兵第36連隊附                          | 歩兵第38連隊長   |                                     |
| 07         | 富塚貞一郎   | 歩兵中佐   | 1913.8.31 - 1916.8.18 | 陸士5期  | 歩兵第69連隊附                          | 歩兵第79連隊長   |                                     |
| 08         | 本間力彌     | 歩兵中佐   | 1916.8.18 - 1918.1.31 | 陸士4期  | 近衛歩兵第4連隊附                       | 退職             |                                     |
| 09         | 山本淸次     | 歩兵中佐   | 1918.1.31 - 1921.6.28 | 陸士7期  | 歩兵第36連隊附                          | 歩兵第8連隊長    |                                     |
| 010        | 田中館浩太郎 | 歩兵中佐   | 1921.6.28 - 1923.8.6  | 陸士8期  | 歩兵第33連隊附                          | 歩兵第67連隊長   |                                     |
| 011        | 津村吉彦     | 歩兵大佐   | 1923.8.6 - 1924.2.4   | 陸士9期  | 歩兵第7連隊本部                         | 非職             |                                     |
| 012        | 村井清規     | 歩兵中佐   | 1924.2.4 - 1924.12.16 | 陸士14期 | 歩兵第35連隊附                          | 歩兵第19連隊長   |                                     |
| 013        | 嘉村達次郎   | 歩兵大佐   | 1924.12.16 - 1928.3.8 | 陸士13期 | 歩兵第4連隊附                           | 歩兵第42連隊長   |                                     |
| 014        | 原田弟吉     | 歩兵大佐   | 1928.3.8 - 1930.8.1   | 陸士14期 | 浜田連隊区司令部                        | 非職             |                                     |
| 015        | 河村勘市     | 歩兵大佐   | 1930.8.1 - 1932.4.11  | 陸士15期 | 本郷連隊区司令官                        | 死亡             |                                     |
| 016        | 斎藤済一     | 歩兵中佐   | 1932.4.12 - 1934.3.5  | 陸士17期 | 歩兵第15連隊附                          | 歩兵第29連隊長   |                                     |
| 017        | 金子定一     | 歩兵大佐   | 1934.3.5 - 1936.8.2   | 陸士19期 | 第20師団司令部附                        | 非職             |                                     |
| 018        | 伊佐一男     | 歩兵大佐   | 1936.8.2 -1937.8.2    | 陸士23期 | 陸軍士官学校附                          | 歩兵第7連隊長    |                                     |
| 019        | 清水靖弘     | 歩兵大佐   | 1937.8.2 - 1938.7.15  | 陸士23期 |                                         |                  |                                     |
| 020        | 蓮花豊吉     | 歩兵大佐   | 1938.7.15 - 1941.3    | 陸士23期 |                                         |                  |                                     |
| 021        | 藤岡武雄     | 大佐       | 1941.3 - 1942.3.11    | 陸士23期 | 歩兵第7連隊長                           | 台湾軍兵務部長   |                                     |
| 022        | 江口四郎     | 大佐       | 1942.3.11 - 1945.3.31 | 陸士25期 | 歩兵第239連隊長                         | 第13軍司令部附   |                                     |
| 023        | 越生虎之助   | 予備役中将 | 1945.3.31 -           | 陸士22期 | 予備役                                  |                  | 金沢地区司令官を兼務                |